# Imad Latheef
Imad H. Latheef (en maldivo: ޢިމާދު ލަޠީފް ) (Meedhoo, 27 de octubre de 1966), escritor , comentarista, columnista y periodista de Maldivas, actual editor de asuntos extranjeros del periódico Haveeru Daily.

## Vida personal y educación
Nació en una isla del atolón de Addu, se ha casado dos veces, en 1985 con Siyana Shafeeq con quien tuvo un hijo y en 1990 con Aminath Saeed con quien vive actualmente y tiene un hijo y una hija. 
Estudió en la Malé English School, Malé y en la Majeediyya School. Ha sido periodista en Haveeru Daily y la televisión de Maldivas.

## Genealogía
Su padre, Hassan Latheef, es hijo de Mohamed Didi, hijo de Abdullah Didi, hijo de Ibrahim Manikufaan, hijo de Mohamed Manikufaan, hijo de Husain Manikufaan, hijo del príncipe Ibrahim Manikufan, hijo del Sultán Hassan X , hijo del Sultán Ali VII de la dinastía Isdhoo. 
Su madre, Wadheefa Ibrahim Didies hija de Ibrahim Didi, hijo de Abdullah Didi, hijo de An-naib Ibrahim Didi, hijo de An-naib Hassan Didi, hijo de An-nabeela Aishath Didi, hija del príncipe Ibrahim (Abdulla) Faamuladheyri Kilegefan, hijo del Sultán Muhammad Ghiyasuddin, hijo del Sultán Ibrahim Iskandar II, hijo del Sultán Muzaffar Muhammad Imaduddin II de la dinastía Dhiyamigili.

## Premios
- Recipient of the National literature award for distinguished writing in 1999.